# 约斯特谷冰川国家公园
约斯特谷冰川国家公园（挪威語：Jostedalsbreen nasjonalpark）是挪威的一個國家公園。约斯特谷冰川国家公园成立於1991年10月25日，內有歐洲大陸面積最大的冰川。约斯特谷冰川国家公园公園面積1,310平方（510平方英里），其中800平方（310平方英里）被冰河覆蓋。